# رئيس سلوفاكيا
رئيس الجمهورية السلوفاكية يشغل منصب رئيس دولة سلوفاكيا والقائد الأعلى للقوات المسلحة. وينتخب الشعب الرئيس بشكل مباشر لمدة خمس سنوات، بحد أقصى دورتين متتاليتين. تكون الرئاسة في الأساس منصب شرفى، ولكن الرئيس يمارس بعض الصلاحيات المحدودة بسلطة مطلقة. مقر إقامتهم الرسمي هو قصر جراسالكوفيتش في براتيسلافا.

## تاريخ
تأسس المكتب بموجب دستور سلوفاكيا في 1 يناير 1993، عندما انفصلت سلوفاكيا بشكل دائم عن تشيكوسلوفاكيا وأصبحت مستقلة. حيث ظل المنصب شاغراً حتى 2 مارس/آذار، عندما انتخب المجلس الوطني لجمهورية سلوفاكيا أول رئيس، ميخال كوفاتش. ومع ذلك، في عام 1998، لم يتمكن المجلس الوطني من انتخاب خليفة لكوفاتش. ونتيجة لذلك، ظل المنصب شاغرا لمدة نصف عام بعد انتهاء فترة كوفاتش في مارس/آذار 1998. انتقلت مهام وصلاحيات المنصب إلى رئيس الوزراء ورئيس المجلس الوطني آنذاك. ولحل هذه المشكلة، قاموا بتعديل الدستور بحيث ينص على انتخاب الرئيس من قبل الشعب. و أقيمت الانتخابات الرئاسية في الأعوام 1999و 2004 و 2009 و 2014 و 2019، و 2024.
بيتر بيليجريني هو الرئيس الحالي، ومن المقرر أن يتولى منصبه في 15 يونيو 2024.

## الدور والصلاحيات

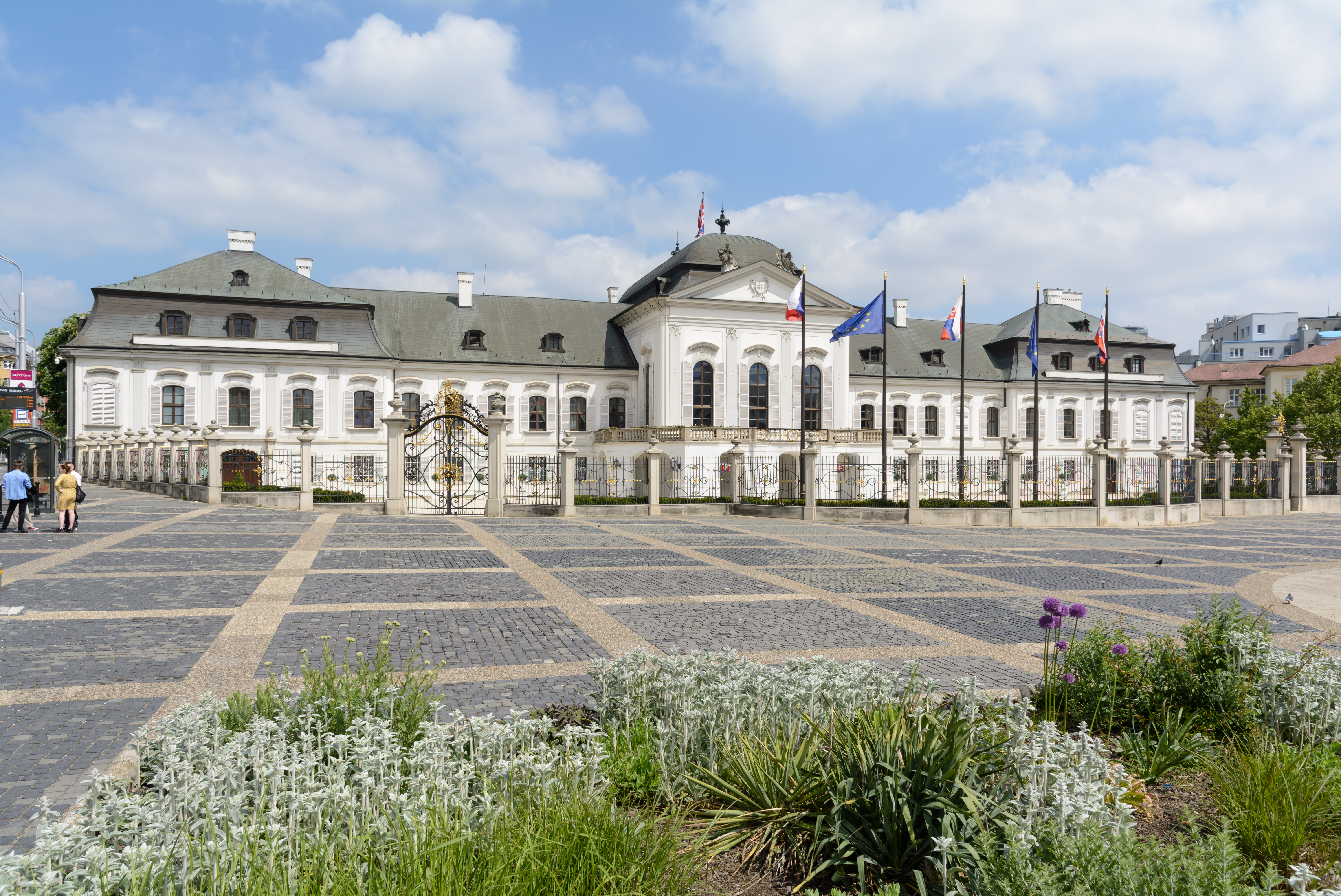
قصر جراسالكوفيتش ، مقر رئيس سلوفاكيا

يتمتع رئيس سلوفاكيا بدور محدود في عمل السياسات، حيث أن منصبه شرفي إلى حد كبير في إطار جمهورية برلمانية. ووفقًا للدستور، فإن الرئيس هو الممثل الأعلى للدولة في سلوفاكيا والخارج.
يمثل الرئيس جمهورية سلوفاكيا خارجيًا ويبرم المعاهدات الدولية ويصادق عليها. يجوز للرئيس أن يفوض الحكومة، أو بموافقة الحكومة، إلى أعضاء فرديين من جمهورية سلوفاكيا، إبرام المعاهدات الدولية. تاريخيًا، فوض جميع الرؤساء السلوفاكيين هذه السلطة للحكومة.
ومن بين صلاحيات الرئيس الدستورية ترشيح وتعيين رئيس الوزراء. حيث لا يضع الدستور قيوداً على اختيار الرئيس، فمن خلال قراراته يضمن الرئيس حسن سير عمل الهيئات الدستورية. بما أن حكومة من قاموا بتعيينه رئيسًا للوزراء يجب أن تحصل على تصويت الثقة في البرلمان، فإن الرئيس عادة ما يعين زعيم الحزب أو الائتلاف الفائز في الانتخابات البرلمانية.
يتمتع الرئيس بالسلطة التقديرية الوحيدة لتعيين ثلاثة أعضاء في المجلس القضائي، وعضو واحد في مجلس الميزانية، وعضوين في مجلس معهد ذاكرة الأمة؛ لمنح الأوسمة،  تعيين رئيس ونائب رئيس المحكمة الدستورية للجمهورية السلوفاكية (من بين قضاة المحكمة الدستورية)، ومنح العفو أو الإفراج المشروط. ويمكنهم نقض أي مشروع قانون أو اقتراح يقدمه المجلس الوطني، باستثناء التعديلات الدستورية. ويمكن تجاوز هذا الفيتو إذا أقر المجلس الوطني نفس مشروع القانون مرة أخرى بأغلبية جميع أعضاء المجلس.

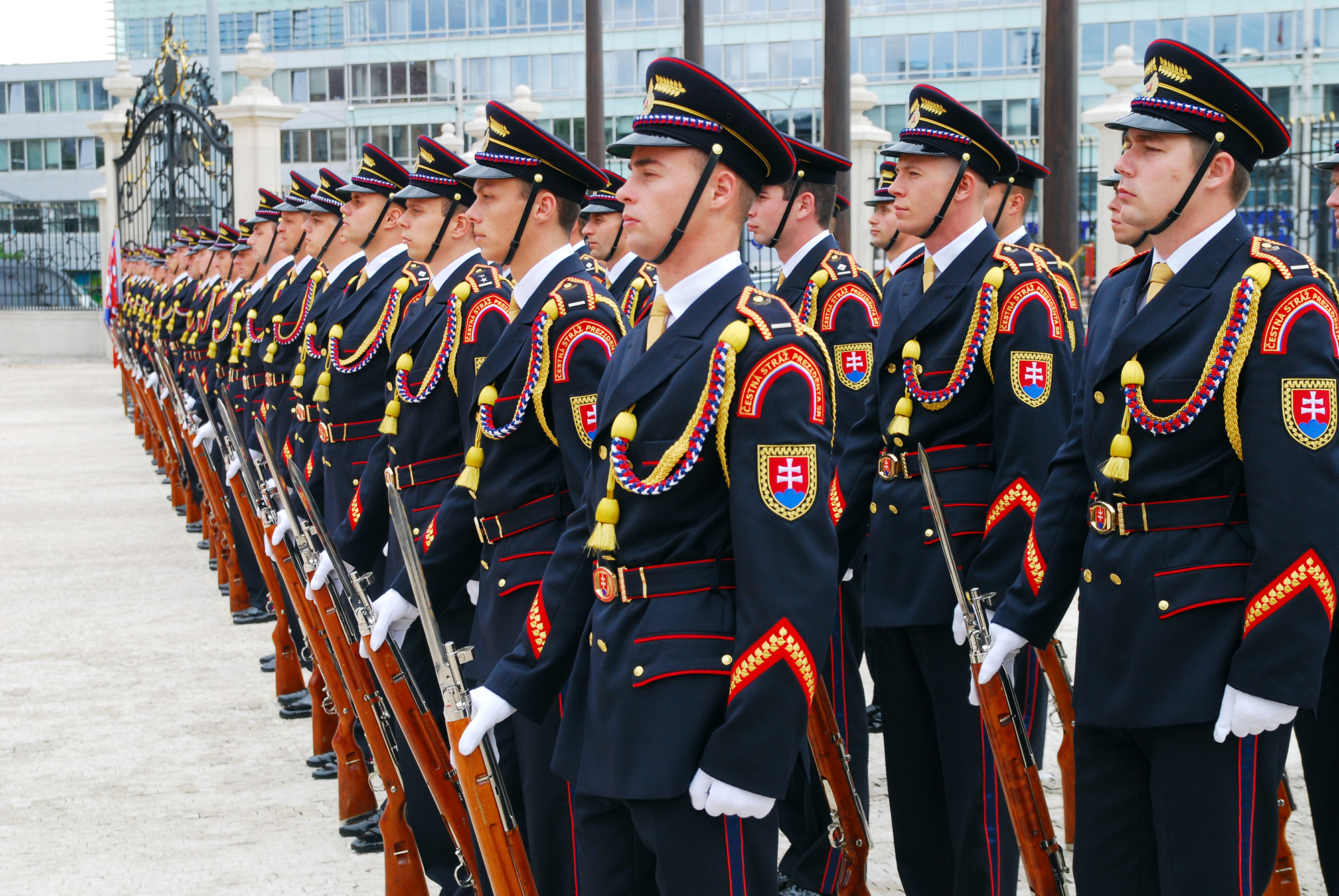
حرس الشرف للرئيس

الرئيس هو رسميًا القائد الأعلى للقوات المسلحة السلوفاكية، ولكن هذا الدور شرفي لأنه بموجب الدستور عندما يعمل الرئيس كقائد أعلى، فإن قراره لا يكون صالحًا إلا بعد توقيعه من قبل رئيس الوزراء أو وزير مخول من قبل رئيس الوزراء.
ومن بين واجباتهم الدستورية الأخرى التوقيع على مشاريع القوانين، وتعيين الوزراء بناءً على توصية رئيس الوزراء، وتعيين العديد من المسؤولين الحكوميين الآخرين، مثل الجنرالات والأساتذة والقضاة والعمداء والمدعين العامين.
يتمتع الرئيس بسلطة تقديرية فيما يتعلق بتعيين بعض المسؤولين. على سبيل المثال، كانت هناك حالات رفض فيها الرئيس تعيين نواب محافظ البنك الوطني السلوفاكي بناءً على توصية الحكومة. وقد أكدت المحكمة الدستورية هذه الإجراءات التي اتخذها الرئيس.
تزداد الصلاحيات الرئاسية بشكل كبير في ظروف خاصة عندما يصوت المجلس الوطني على حجب الثقة عن الحكومة. في مثل هذه الحالة، تخضع العديد من الصلاحيات التنفيذية للحكومة (على سبيل المثال، تعيين المسؤولين، والرحلات الخارجية، وتوقيع المعاهدات) لموافقة الرئيس، ويمكن للرئيس تعيين الحكومة دون الخضوع لموافقة البرلمان.

## قائمة رؤساء سلوفاكيا
| No. | Portrait | Name (Birth–Death)            | Term of office | Term of office | Term of office | Party | Election |
| No. | Portrait | Name (Birth–Death)            | Took office    | Left office    | Duration       | Party | Election |
| --- | -------- | ----------------------------- | -------------- | -------------- | -------------- | ----- | -------- |
| 1 |          | ميكال كوفاتش (1930–2016)      | 2 March 1993   | 2 March 1998   | 5 years        | HZDS  | 1993     |
| انتخابات الرئاسة السلوفاكية 1998 ‏ Acting Presidents: فلاديمير ميتشيار and إيفان غاشباروفيتش (1998 - 1999), later ميكولاش دزوريندا and Jozef Migaš (1999) |          |                               |                |                |                |       |          |
| 2 |          | رودولف شوستر (born 1934)      | 15 June 1999   | 15 June 2004   | 5 years        | SOP   | 1999     |
| 3 |          | إيفان غاشباروفيتش (born 1941) | 15 June 2004   | 15 June 2014   | 10 years       | HZD   | 2004     |
| 3 | None     | إيفان غاشباروفيتش (born 1941) | 15 June 2004   | 15 June 2014   | 10 years       | 2009  |          |
| 4 |          | آندريه كيسكا (born 1963)      | 15 June 2014   | 15 June 2019   | 5 years        | None  | 2014     |
| 5 |          | زوزانا تشابوتوفا (born 1973)  | 15 June 2019   | 15 June 2024   | 5 years        | PS    | 2019     |
| 6 |          | بيتر بيليجريني (born 1975)    | 15 June 2024   | Incumbent      | 269 أيام       | Hlas  | 2024     |

## الرؤساء المؤقتون
| اسم                               | شرط                                                         |
| --------------------------------- | ----------------------------------------------------------- |
| فلاديمير ميتشير إيفان جاسباروفيتش | 2 مارس 1998 – 30 أكتوبر 1998 14 يوليو 1998 – 30 أكتوبر 1998 |
| ميكولاس دزوريندا جوزيف ميجاس      | 30 أكتوبر 1998 – 15 يونيو 1999                              |

## ملحوظات
1. ↑  All presidents since 1993 have resigned their political affiliation after taking office. The parties listed represent those that presidents have been elected as representatives of.